# سیارک ۵۹۵۱
سیارک ۵۹۵۱ (به انگلیسی: 5951 Alicemonet، نامگذاری:1986TZ1) پنج هزار و نهصد و پنجاه و یکمین سیارک کشف شده‌است که در ۷ اکتبر ۱۹۸۶ کشف شد.
قدر مطلق سیارک برابر ۱۳٫۵۰ است.